# Flabelligena erratica
Flabelligena erratica är en ringmaskart som först beskrevs av Orensanz 1974.  Flabelligena erratica ingår i släktet Flabelligena och familjen Acrocirridae. Inga underarter finns listade i Catalogue of Life.